# La Cuevona
La Cuevona est une formation karstique située dans la commune de Ribadesella (Asturies en Espagne),.
Il s'agit d'un tunnel ou d'une grotte naturelle de plus de 300 m de long. Il est situé à environ 7 km de Ribadesella. Le passage naturel a été aménagé et utilisé dans le passé par les voisins et ce chemin a été modernisé plus tard avec de l'asphalte, construisant une véritable route où les véhicules et les piétons peuvent circuler. Le ruisseau qui, dans l'Antiquité, a donné naissance à la grotte coule parallèlement sur un côté. De l'autre côté de l'entrée se trouve le village appelé Cuevas del Agua.
Le site a été classé Bien d'intérêt culturel en1997 (RI-51-0010099).

## Description
La grotte est parfaitement éclairée pour faciliter le passage des passants et mettre en valeur les formations géologiques.
Il conserve sa structure d'origine ; de formation calcaire, il contient des voûtes, des recoins, des stalactites, des stalagmites, des colonnes géologiques et des planchers stalagmitiques, adoptant souvent des formes fantastiques qui ont donné lieu à des noms particuliers tels que « la langue du diable » ou « la barbe de Santiago ».

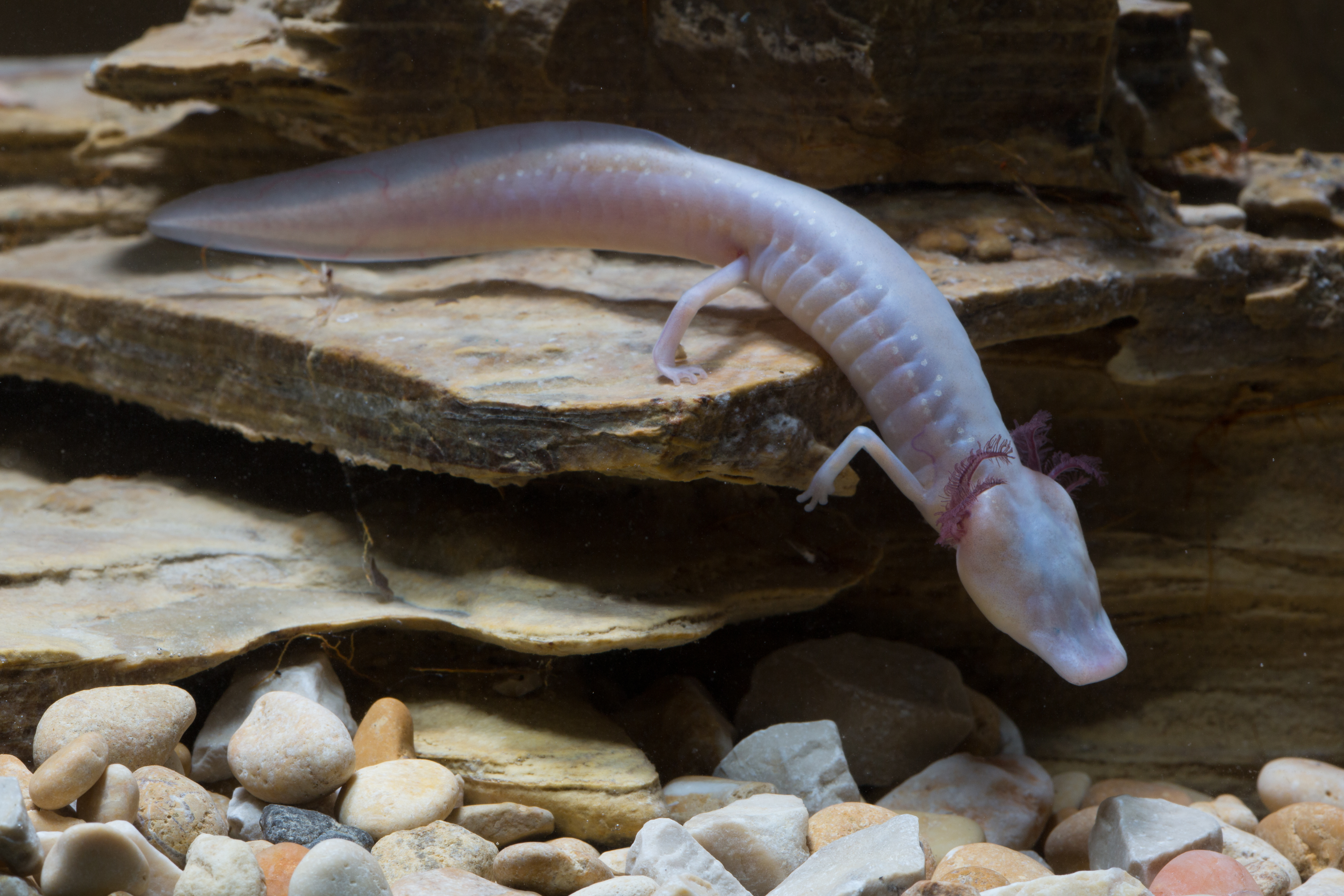
Samamandre aveugle.

La flore est représentée par des spécimens typiques d'une grotte tels que des lichens, des algues, des mousses, des fougères et des champignons ; Des fougères, des algues et des mousses sont détectées surtout aux deux entrées. Concernant la faune, et malgré la présence humaine, il existe encore des spécimens de salamandre aveugle (Eurycea rathbuni), de grenouilles et de chauves-souris, bien que ces dernières soient assez rares et ne forment plus les grandes colonies qui existaient autrefois en raison précisément de la présence humaine. Les chauves-souris ont fui vers d'autres grottes, notamment la grotte Rose, où elles ont formé une population importante.

## Galerie

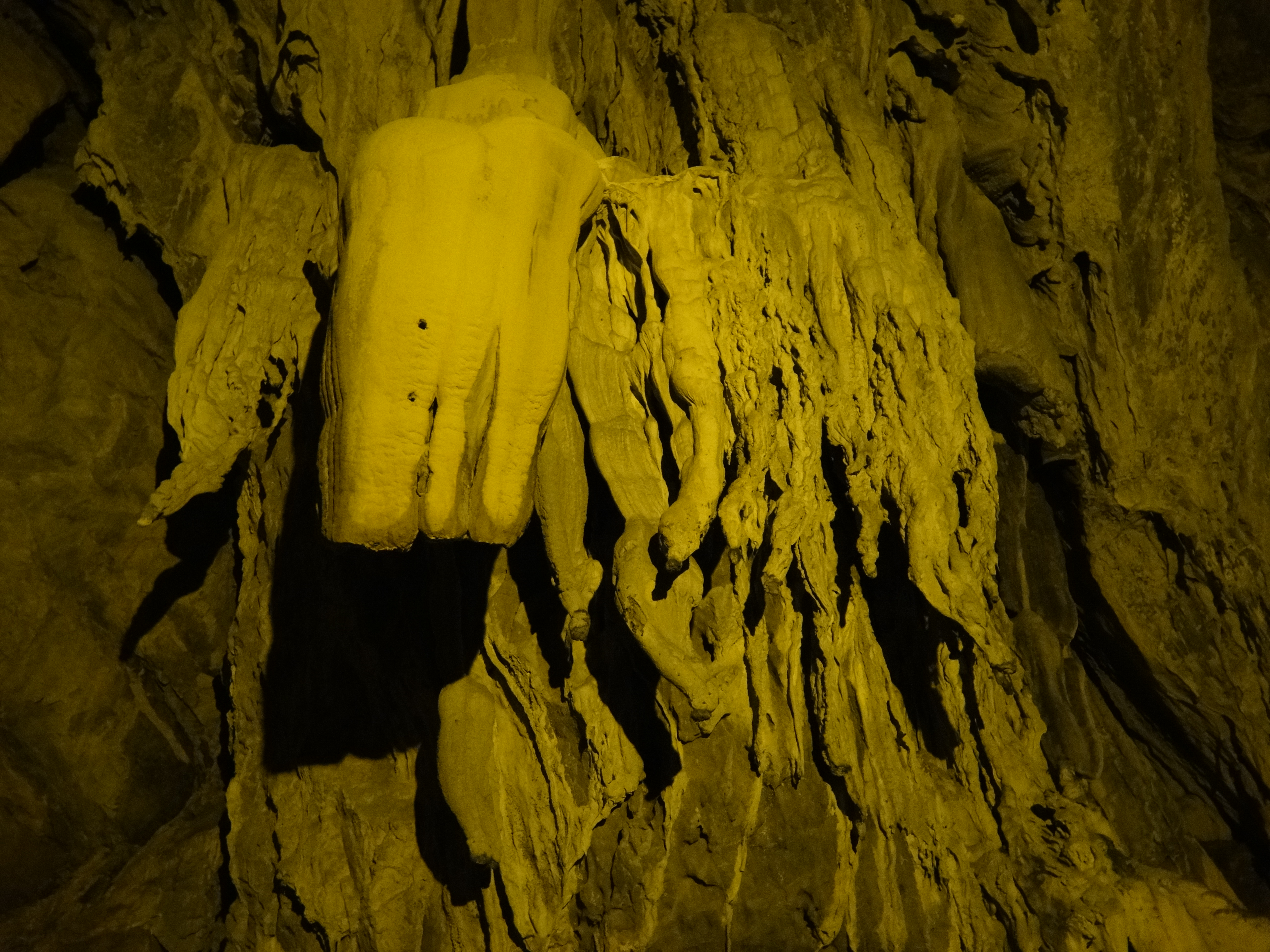
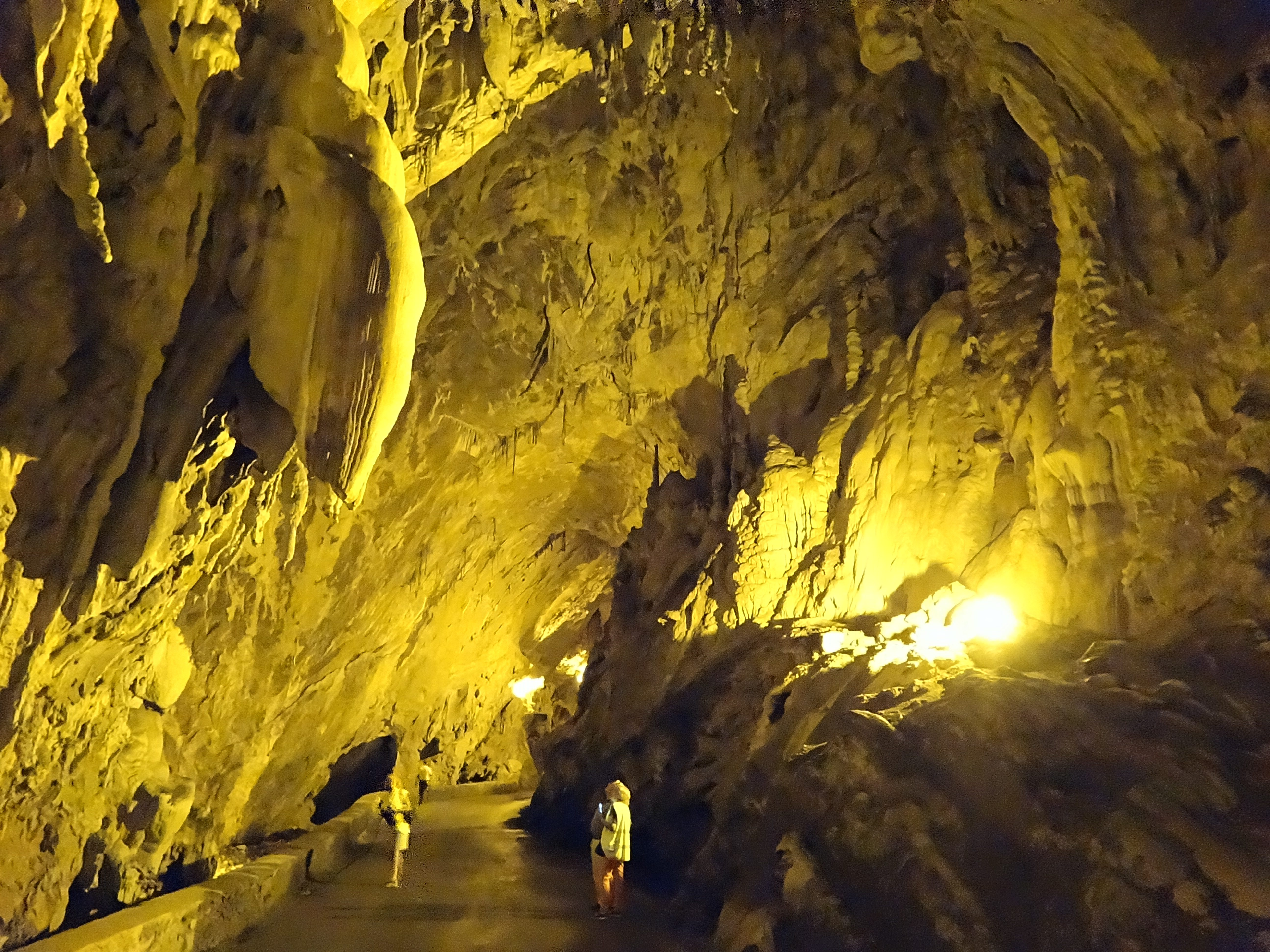
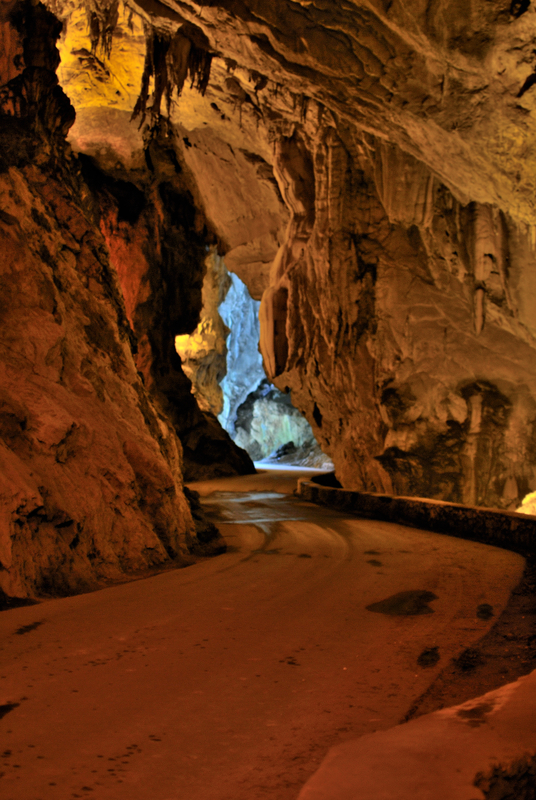
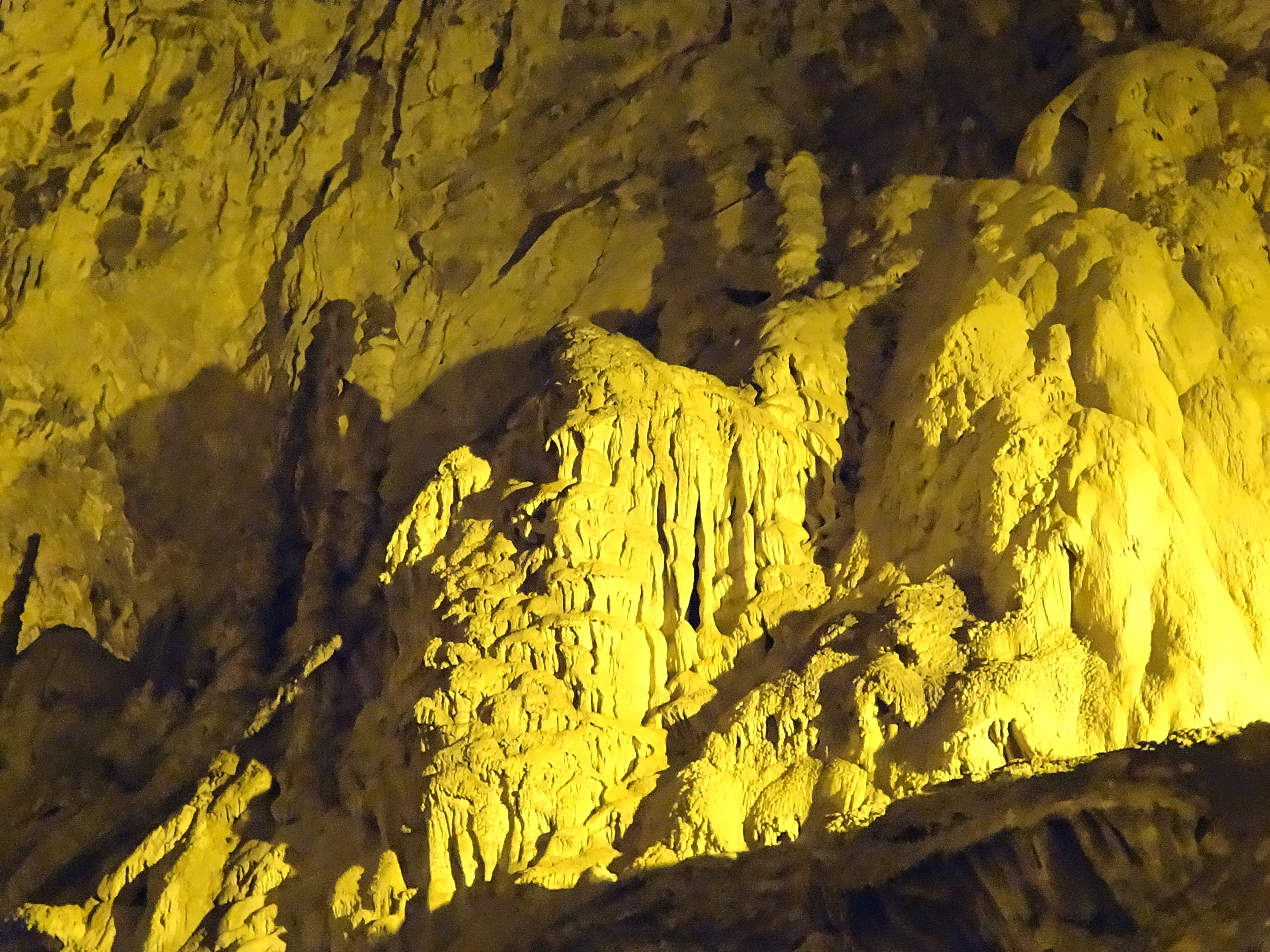